# SS Giugliano Calcio 1928
Società Sportiva Giugliano Calcio 1928, zkráceně jen Giugliano je italský fotbalový klub hrající v sezóně 2024/25 ve 3. italské fotbalové lize sídlící ve městě Giugliano in Campania v regionu Kampánie.

## Změny názvu klubu
- 1928/29 − US Fascista Giuglianese (Unione Sportiva Fascista Giuglianese)
- 1929/30 – 1933/34 − DAP Giugliano (Dopolavoro Aurelio Padovani Giugliano)
- 1934/35 – 1938/39 − FS Giugliano (Fascio Sportivo Giugliano)
- 1939/40 − G.I.L. Giugliano (G.I.L. Giugliano)
- 1944/45 – 1948/49 − Virtus Giugliano (Virtus Giugliano)
- 1949/50 – 1950/51 − AC Giugliano (Associazione Calcio Giugliano)
- 1951/52 – 1952/53 − SS Giugliano (Società Sportiva Giugliano)
- 1953/54 – 1954/55 − AC Giugliano (Associazione Calcio Giugliano)
- 1955/56 – 1956/57 − US Calcio Giugliano (Unione Sportiva Calcio Giugliano)
- 1958/59 – 1961/62 − FA Giugliano (Freccia Azzurra Giugliano)
- 1962/63 – 1973/74 − US Giugliano (Unione Sportiva Giugliano)
- 1974/75 – 2009/10 − SS Calcio Giugliano (Società Sportiva Calcio Giugliano)
- 2010/11 − AS Calcio Atletico Giugliano (Associazione Sportiva Calcio Atletico Giugliano)
- 2011/12 – 2012/13 − AS Giugliano 1928 (Associazione Sportiva Giugliano 1928)
- 2013/14 − AS Giugliano 1928 Calcio (Associazione Sportiva Giugliano 1928 Calcio)
- 2017/18 − AS Bacoli Sibilla 1925 (Associazione Sportiva Bacoli Sibilla 1925)
- 2018/19 − 2020/21 – AS FC Giugliano 1928 (Associazione Sportiva Football Club Giugliano 1928)
- 2021/22 − Giugliano Calcio 1928 (Giugliano Calcio 1928)

## Získané trofeje

### Vyhrané domácí soutěže
- 4. italská liga (1×)

2021/22

## Účast v ligách
| Úroveň soutěže | Název soutěže (nynější název) | První hraná sezona | Poslední hraná sezona | celkem odehraných sezon |
| -------------- | ----------------------------- | ------------------ | --------------------- | ----------------------- |
| 3              | Serie C                       | 2022/23            | 2024/25               | 3                       |
| 4              | Serie D                       | 1974/75            | 2021/22               | 16                      |
| 5              | Eccellenza                    | 1979/80            | 2007/08               | 13                      |